# Tony Heurtebis
Tony Heurtebis (* 15. Juli 1975 in Saint-Nazaire) ist ein ehemaliger französischer Fußballtorwart.

## Karriere

### Verein
Heurtebis Karriere begann im Sommer 1995 bei Stade Rennes, wo er bis Juni 1999 blieb. Zwischen 1995 und 1997 war er meist Ersatzspieler und kam nur zu 18 Einsätzen. Erst in der Saison 1997/98 etablierte er sich zur Nummer 1 und lief 34 mal während dieser Spielzeit ab. Doch bereits im Folgejahr wurde er wieder zum Reservetorhüter degradiert und entschied sich zur Saison 1999/00 zum Wechsel zum ES Troyes AC. Dort war er fünf Spielzeiten lang Stammtorwart, unterschrieb jedoch im Sommer 2004 bei Stade Brest, für welche er 26 Einsätze hatte. Allerdings blieb er nur eine Saison bei Brest. Im Juli 2005 unterzeichnete er beim französischen Klub FC Nantes, wo er hinter Fabien Barthez die Nummer 2 zwischen den Pfosten war, ehe dieser im April 2007 dem Verein kündigte. Von da an lieferte er sich mit Vincent Briant ein Wechselspiel im Tor des damaligen Erstligisten. Er kam zu sieben Einsätzen. Mit Abschluss der Saison 2006/07 stieg er mit dem Klub in die Ligue 2 ab, schaffte aber in der folgenden Saison als Stammtorhüter den Wiederaufstieg. Als Lohn erhielt er eine Vertragsverlängerung bis 2010. 2008/09 war Heurtebis hinter Jérôme Alonzo die Nummer 2 beim FCN. Im Sommer 2010, nachdem sein Vertrag nicht verlängert wurde, beendete Heurtebis seine aktive Karriere.

### Nationalmannschaft

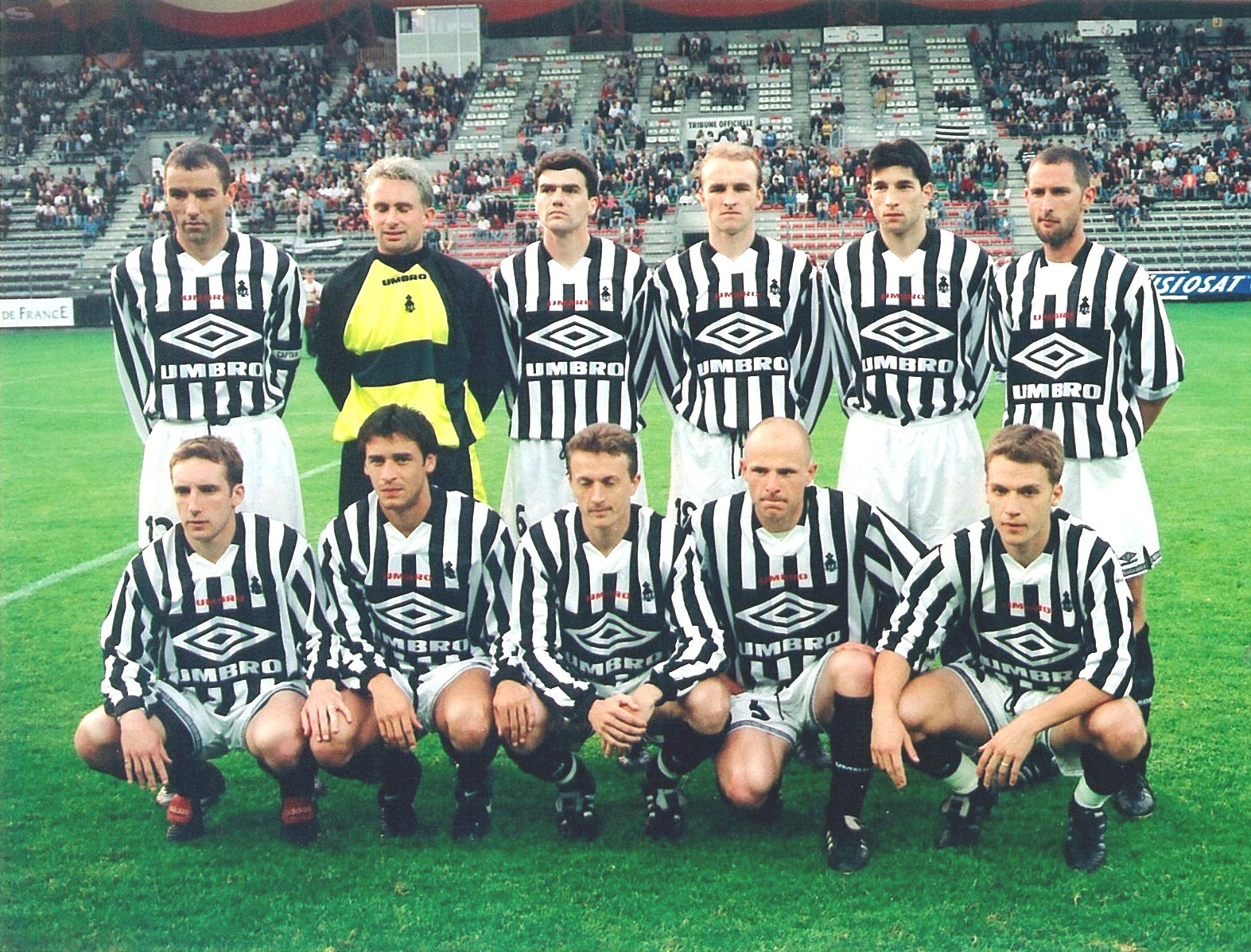
Bretonische Nationalauswahl vor dem Spiel gegen Kamerun 1998:
hinten v. l. n. r. Le Guen, Heurtebis, P.Y. David, Rouxel, Laspalles, Le Roux.
vorne v. l. n. r. Michel, André, Viaud, Brinquin, Pédron.

Heurtebis absolvierte ein Spiel für die Auswahlmannschaft der Bretagne. Er gab sein Debüt am 21. Mai 1998 gegen Kamerun. Außerdem spielte er in der U-21–Nationalmannschaft Frankreichs.